# Euthalia sacvida
Euthalia sacvida är en fjärilsart som beskrevs av Hans Fruhstorfer 1913. Euthalia sacvida ingår i släktet Euthalia och familjen praktfjärilar. Inga underarter finns listade i Catalogue of Life.